# Sorø kommun
Sorø kommun (danska: Sorø Kommune) är en kommun i Region Själland i östra Danmark. Kommunen har en yta på 308,46 km² och hade 29 393 invånare 2012. Staden Sorø är centralort.
Vid kommunalreformen 2007 slogs kommunen samman med kommunerna Dianalund och Stenlille. Före sammanslagningen hade kommunen 15 198 invånare (2003) och en yta på 149,32 km².